# Eugenia beyeri
Eugenia beyeri är en myrtenväxtart som beskrevs av Ignatz Urban. Eugenia beyeri ingår i släktet Eugenia och familjen myrtenväxter. Inga underarter finns listade i Catalogue of Life.